# CD San Roque
CD San Roque is een Spaanse voetbalclub uit Lepe in de regio Andalusië. De club speelt in de Tercera División. Thuisstadion is het Estadio Municipal de Lepe, dat een capaciteit van 3.500 plaatsen heeft. Het nieuwe stadion werd medio 2012 geopend.

## Geschiedenis
CD San Roque werd opgericht op 31 oktober 1957. De club speelde de meeste jaren van het bestaan op amateurniveau of in de Tercera División. Van 1992 tot 1995 speelde CD San Roque in de Segunda División B. In 2009 promoveerde de club als kampioen van de Grupo X van de Tercera División via de play-offs opnieuw naar de Segunda B. Een jaar later behaalde CD San Roque de grootste triomf in de clubgeschiedenis, toen ten koste van Lorca Deportiva de Copa Federación de España werd gewonnen.
Na het seizoen 2012-2013 keerde de ploeg voor 1 seizoen terug naar de Tercera, maar keerde na seizoen 2013-2014 alweer terug.  De plaats ging echter weer verloren na het einde van het seizoen 2015-2016.
Op het einde van het overgangsseizoen 2020-2021 kon de ploeg een plaats afdwingen in de nieuwe reeks Segunda División RFEF.

## Gewonnen prijzen
- Kampioen van de Tercera División Grupo X (1): 2008/2009
- Copa Federación de España: 2010